# 柜台买卖

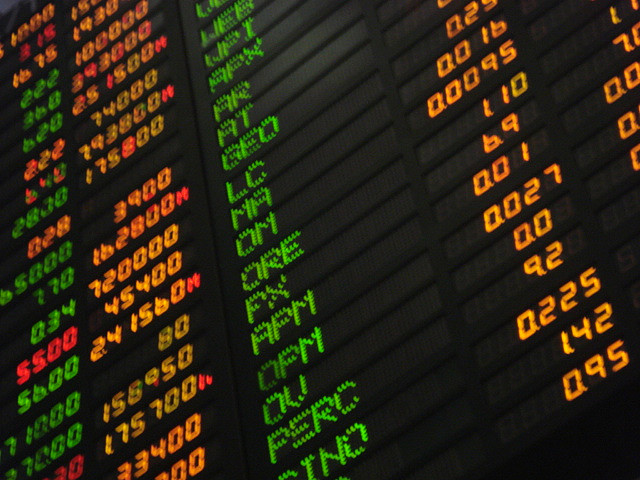
菲律賓的OTC板

柜台买卖、店頭市場、場外交易（英語：Over-the-counter，縮寫：OTC），為有价证券不在集中市场上以竞价方式买卖，而在证券商营业柜台以议价方式进行的交易行为。由柜台买卖所形成的市场，称为櫃檯交易市場、店頭市場。證券交易所具有促進流動性，提供透明度和維持當前市場價格的好處。在場外交易中，價格不一定是為公眾公佈的。
柜台交易的優點是買賣雙方可以洽談特別交易條件，不需依照集中市場的標準契約交易，例如買賣一年以上的遠期外匯（集中市場不提供遠期外匯交易）。但柜台买卖的缺點是市場資訊較不公開，且無證券交易所保障履約，到期履約風險大。所以一般说来，店頭市场的风险比正规的交易所要大，股票的价格浮动也会更大。相對地，集中市場交易依照標準契約，由電腦撮合交易，交易量大，價格資訊透明公開，交易迅速，而且有證券交易所保障交易安全。例如期貨買賣，證券交易所會保障買方有足額的保證金，到期如約交割。集中市場的缺點是無法提供特別交易契約。

## 主要柜台买卖市场
- 美国：美国场外交易集团、场外电子交易板
- 中国大陆：全国中小企业股份转让系统
- 台湾：中華民國證券櫃檯買賣中心

## 香港暗盘交易
即将在港交所主板正式上市的新股会有所谓“暗盘交易”。券商通常会在前一个交易日撮合提供柜台买卖。暗盘交易本身为当日交易（T+0)，暗盘的股票交割则在新股正式上市后的第二个交易日（Listing day +2）进行。